# 死恐怖症
死恐怖症（しきょうふしょう、英語: death anxiety）は、死の観念によって引き起こされる不安の症状。

## 概要
「ひとが死に至る過程や、存在することが止まることについて考えるときに認識され、心配になるという死の感覚 (feeling of dread, apprehension or solicitude (anxiety) when one thinks of the process of dying, or ceasing to 'be')。これはタナトフォビア (thanatophobia,ギリシャ神話の死の神タナトスが由来) とも呼ばれる。また、この症状は、自身の死ではなく死体や瀕死の他者を恐れる死体恐怖症（ネクロフォビア）(necrophobia) とは異なる概念である。
さらに、身近な人などの死を経験した直後の思考内容によって引き起こされるものもあり、臨床的には精神科医によって、病的なものとされたり異常と診断されることもあるが、そこでは不安が根強く続き、日常生活に支障をきたす程度が診断の前提となる。
死恐怖症は、臓器提供など死に関連するどんな話題においても極端な怯えを引き起こすことがある。